# Margareta Remmer
Margareta Staffansdotter Remmer, även känd som "kaptenskan", var en av de åtalade i häxprocessen i Katarina 1676 under det stora oväsendet. Hennes fall är uppmärksammat för att det var under rannsakningen mot henne som barnvittnena bröt samman och avslöjades som lögnare, och hela häxprocessen, och i förlängningen hela det stora oväsendets häxjakt, avbröts. 

## Biografi
Margareta Staffansdotter var gift med stadskapten Jakob Remmer, kapten vid Stadsvakten i Stockholm. Familjen Remmer bodde vid Östgötagatan intill Högbergsgatan i kvarteret Häcklefjäll.

### Arrestering
Hon hade samband med tidigare åtalade i häxprocessen. Anna Sippel räknade upp henne bland sina bekantskaper under sin rättegång, för att poängtera att hon hade vänner med hög social status. Remmer själv uppgav att hon ibland hade gett bröd till Annas syster, den fattiga Britta Sippel. Lisbet Carlsdotter spred en historia om att hon uppe på Brunkebergsåsen sett tre trollpackor: Kaptenskan, Tysk-Annika och Karin Ambjörnsdotter. 
Margareta Remmer satt häktad i flera månader i Stadshuset. Processen mot henne ägde rum från 3 maj till 27 september 1676. Under maj och juni 1676 vittnade den då redan dödsdömda Anna Simonsdotter mot henne. Hon uppgav att hon hade sett Remmer i Blåkulla med barn omkring sig och att hon flugit dit på en stång med barn vid sig. Remmer kommenterade: ”Måtte Gud visa er nåd som far med en sådan lögn.” Under rättegången mot Malin Matsdotter 11 juli vittnade Malins dotter Annika Eriksdotter mot sin mor, men nämnde också att hon sett Remmer i Blåkulla. Hon dömdes till döden av underrätten. 

### Rannsakning
Den 6 september togs hennes fall upp av trolldomskommissionen. Under hösten 1676 vittnar ett flertal barn och ungdomar samt även vuxna mot henne. Hon anklagades för att ha fört barn till Blåkulla. Ryttmästare Peder Gråås hustru och barn anklagade henne för att ha fört barnen till Blåkulla. Gråå hade tidigare fällts av stadskapten Remmer för smuggling. Dessa rykten fördes sedan vidare av andra, och fler vittnen trädde fram mot henne. Bland vittnena mot henne fanns Karin Melis med döttrar, Gråås barn, Kerstin från hökarboden, Michel, Myras pigor och tiggarflickan Maria. Myras piga Annika Henriksdotter och Lisbet Carlsdotter vittnade mot henne. Många vittnesmål beskrev Remmers eleganta kläder i Blåkulla. 
Margareta Remmer grät inför rätten. Hon uppgav att de som vittnade mot henne inte kände henne, och att hennes släkt och vänner kunde intyga att vittnesmålen var ogrundade. Hon uppges ha försvarat sig vältaligt inför rätten tillsammans med sin make. Hon uppförde sig ödmjukt och grät inför rätten, vilket gjorde ett gott intryck på domarna. Hon ska gråtande samt med ord och åtbörder bedyrat sin oskuld ”så gripande att de kunde röra en sten till tårar”. 
Hennes make försvarade henne i rätten. Han hotade vittnet Lisbeth Carlsdotter med stryk av käppen i rättens förmak och hävdade att om han trodde att hans fru var en trollkvinna skulle han riva ner sitt hus och bränna henne på en tjärtunna. Ett vittne, Bromeen, uppgav i rätten att Remmer hade sagt honom att han önskade att fan måtte ta alla barnen.
Det var under rannsakningen mot Remmer som rätten började fatta misstankar om barnvittnenas tillförlitlighet. Domstolen började undersöka protokollen och vittnesmålen mer noggrant, och begära att barnen skulle upprepa dem istället för att bekräfta dem. Barnen utsattes för hårdare press än tidigare, och nu granska deras vittnesmål strängare. 
Hennes piga vittnade till hennes förmån: hon uppgav att Annika och Carlsdotter hade överfallit Remmer i rättens trappor, och att Lisbet Carlsdotters mor skrutit med att "jag har knåpat huvudet av tre sådana komperskor förr". Vittnen kunde bekräfta denna uppgift. Ett annat vittne uppgav att barnen hade börjat återta sina vittnesmål, men att Annika då hoppat fast och knäppt vittnet på näsan och skriat: "Du sakramenskade kona, ska jag ta igen mina ord som kostar liv och ära, mitt namn är bekant hos både herrar och grevar, men fan vet vad du är för en." Rätten började känna tvivelsmål kring att de vittnen som vittnade mot Remmer svor så mycket. Pastor Eric Noraeus har räknat att han hört Lisbet Carlsdotter svära tjugo gånger i följd. 

### 11 september och upplösningen
Den 11 september började flera av barnvittnena började bryta samman, och bekänna att de hade begått mened och hittat på sina vittnesmål. Lisbet Carlsdotter bröt till slut samman under press från rätten. Även Gävlepojken erkände slutligen att han hade ljugit. 
Bland vittnena fanns den 13-årige sillpackaresonen Hans Kristiernsson och den 15-åriga pigan Annika Thomasdotter, vars far tjänstgör som korpral under Jacob Remmer, som vittnade om att hon fört dem till Blåkulla. Deras vittnesmål stämde dock inte överens med varandra. När de pressades uppgav Annika Thomasdotter att det var myrapigorna som pressat henne och förföljt alla dem som säger att de inte förs till Blåkulla. Hon bekände att hon aldrig varit i Blåkulla och att allt som hon berättat tidigare har hon hört av andra, och att hon bara sagt att ”Jo, för många har hotat med att hävda att jag för barn till Blåkulla om jag inte säger att jag själv brukar föras dit. Jag har bett Gud öppna mina ögon och mitt sinne så att jag får veta om jag har varit i Blåkulla, men jag har inte sett några tecken på att jag någonsin skulle ha besökt stället.” På frågan om hon känner till någon annan som har ljugit efter påtryckningar nämner hon den 16-åriga pigan Kerstin Jakobsdotter. 
Denna i sin tur uppger att det var Myrapigorna som började påstå att hon varit i Blåkulla, och att de och Lisbet Carlsdotter hade hållit henne fången och misshandlat henne och hotat henne att vittna mot Remmer. Domarna konfronterade Lisbet Carlsdotter med barnvittnena, som nu samtliga sade att de aldrig varit i Blåkulla. Hon sade: ”Jag står vid mitt ord och min bekännelse om ni så förgör mig”. Myrapigan Annika Henriksdotter hämtades sedan till förhör. När hon vittnade om att de närvarande barnvittnena alla varit i Blåkulla, nekade de. En identisk scen upprepades sedan med myrapigan Agnis Eskilsdotter. Båda myrapigorna sattes därefter i arresten. 
När Lisbet Carlsdotter kallades in igen, informerades hon om att härvan av lögner är utredd samt att hon genom fortsatta osanningar kommer att få lida både här och nu och i hinsides världar. Hon lovades amnesti om hon bekände, vilket ledde till att hon gråtande bekände att hon hade ljugit om alltsammans. Den 11 september konstateras att barnvittnena inte är tillförlitliga eftersom de avslöjas med att ha sammanjämkat sina berättelser. På basis av majoritetsbeslut får Kaptenskan en friande dom: den 6 oktober förklaras hon officiellt oskyldig och att personer som fortsätter att rikta beskyllningar mot henne riskerar att straffas.

### Efterspel
Den 27 september frikändes Margareta Remmer. Frikännandet ifrågasättes endast av kommissionären Sparrman, som ville ställa henne "under Guds dom". Även de övriga som satt häktade frikändes, inklusive de två dödsdömda som ännu inte avrättats, och häxprocessen avslutades. Hela häxjakten och det stora oväsendet i Sverige avslutades efter detta. 
Därefter började rättshandlingar mot de vittnen som ljugit inför rätten. Paret Remmer var aktiva i detta arbete. Stadskapten Remmer sände ut stadsvakterna Per Näsvis och Per Tistel efter vittnena, och dessa grips. Margareta Remmer begärde att de skulle få kännbara straff, och rätten lovar "tillse huruvida henne kan ske ett nöje". Flera av vittnena blir sedan avrättade för mened.